# Grupo de los Suabos
El Grupo de los Suabos (rumano: Gruparea Șvabilor, SB) era un partido político en rumano: Gruparea Șvabilor.

## Historia
En las elecciones de 1919 ganó seis asientos en el Congreso. Aun así, no volvió a competir.